# Sven Blummel
Sven Blummel (Schijndel, 8 september 1996) is een Nederlands voetballer die doorgaans als buitenspeler in de aanval speelt. Hij verruilde medio 2024 HNK Gorica voor FC Eindhoven.

## Carrière
Hij begon bij RKSV Schijndel waarvoor hij in het seizoen 2012/13 debuteerde in de Hoofdklasse. Blummel tekende op 10 maart 2015 zijn eerste contract bij PSV. Hij kwam over van de amateurs van RKSV Schijndel, maar speelde daarvoor ook al in de jeugdopleiding van PSV. Hij debuteerde op 18 september 2015 in Jong PSV in een met 0–3 verloren wedstrijd thuis tegen Sparta Rotterdam. Van 2017 tot 2019 speelde Blummel voor FC Den Bosch. In augustus 2019 ondertekende hij een driejarig contract bij het Deense Fremad Amager. Na slechts een half seizoen in Denemarken keerde hij terug naar Nederland om daar te gaan voetballen bij De Graafschap. Hij tekende een contract tot medio 2022. In februari 2021 huurde MVV Maastricht Blummel voor een halfjaar van De Graafschap waarna hij tot 2023 tekende bij de club uit Limburg. Medio 2023 ging hij naar het Kroatische HNK Gorica waar hij een tweejarig contract ondertekende. Een jaar later kwam hij terug naar Nederland, bij FC Eindhoven.

## Statistieken
| Seizoen     | Club           | Competitie              | Competitie | Competitie | Beker | Beker | Overig | Overig | Totaal | Totaal |
| Seizoen     | Club           | Competitie              | Wed.       | Dlp.       | Wed.  | Dlp.  | Wed.   | Dlp.   | Wed.   | Dlp.   |
| ----------- | -------------- | ----------------------- | ---------- | ---------- | ----- | ----- | ------ | ------ | ------ | ------ |
| 2015/16     | Jong PSV       | Eerste divisie          | 10         | 1          | 0     | 0     | —      | —      | 10     | 1      |
| 2016/17     | Jong PSV       | Eerste divisie          | 6          | 0          | 0     | 0     | —      | —      | 6      | 0      |
| 2017/18     | FC Den Bosch   | Eerste divisie          | 38         | 13         | 2     | 2     | —      | —      | 40     | 15     |
| 2018/19     | FC Den Bosch   | Eerste divisie          | 34         | 10         | 1     | 0     | —      | —      | 35     | 10     |
| 2019/20     | Fremad Amager  | 1. division             | 14         | 2          | 1     | 0     | —      | —      | 15     | 2      |
| 2019/20     | De Graafschap  | Eerste divisie          | 6          | 0          | 0     | 0     | —      | —      | 6      | 0      |
| 2020/21     | De Graafschap  | Eerste divisie          | 2          | 0          | 0     | 0     | —      | —      | 2      | 0      |
| 2020/21     | MVV Maastricht | Eerste divisie          | 17         | 4          | 0     | 0     | —      | —      | 17     | 4      |
| 2021/22     | MVV Maastricht | Eerste divisie          | 36         | 8          | 2     | 0     | —      | —      | 38     | 8      |
| 2022/23     | MVV Maastricht | Eerste divisie          | 37         | 4          | 1     | 0     | 2      | 0      | 40     | 4      |
| 2023/24     | ND Gorica      | Hrvatska Nogometna Liga | 19         | 3          | 3     | 0     | 0      | 0      | 22     | 3      |
| 2024/25     | FC Eindhoven   | Eerste divisie          | 2          | 0          | 0     | 0     | 0      | 0      | 2      | 0      |
| Club totaal | Club totaal    | Club totaal             | 221        | 44         | 10    | 2     | 2      | 0      | 233    | 46     |

## Voetnoten
1 Borgmans ·
4 Peijnenburg ·
5 Swerts ·
6 Dorenbosch ·
7 Blummel ·
8 S. Simons ·
10 Van Schuppen ·
11 Sleegers ·
15 Huisman ·
18 Limouri ·
19 Van Eijndhoven ·
20 Verheij ·
21 Muller ·
23 Konings ·
24 Van Aarle ·
25 Douglas ·
26 Brondeel ·
27 El Bouchataoui ·
28 Deenen ·
29 Smulders ·
29 Driessen Méndez ·
30 Fancito ·
30 Van Zutphen ·
31 Manders ·
32 Janga ·
33 Seedorf  ·
34 T. Simons ·
43 Kwaaitaal ·
99 Persyn ·
Coach: Verberne
· Assistent-trainer: Van Dijk
· Assistent-trainer: Riemersma
· Keeperstrainer: Segers